# Vadehavets nationalparker
Vadehavets nationalparker i Danmark, Tyskland og Holland ligger langs den tyske bugt i Nordsøen. I Tyskland og Danmark markerer de også området for Vadehavet på UNESCOs verdensarvsliste. Opdelt fra hinanden af administrative grænser danner de en enkelt økologisk enhed. Formålet med nationalparkerne er beskyttelsen af Vadehavets økoregion.

## Danmark
- Nationalpark Vadehavet (Nationalpark Vadehavet), fra Blåvandshuk til Rudbøl i Danmark

## Tyskland
- Nationalpark Schleswig-Holsteinisches Wattenmeer, der omfatter Slesvig-Holstens vestkyst og de nordfrisiske øer
- Nationalpark Hamburgisches Wattenmeer, der strækker sig fra Elbens udmunding til de små øer Neuwerk og Scharhörn, en del af Hamborg
- Nationalpark Niedersächsisches Wattenmeer, der omfatter den nordlige kyst af Niedersachsen og inklusive de østfrisiske øer

## Holland
- Lauwersmeer National Park består af den sydlige og østlige del af Lauwersmeer i Holland
- Schiermonnikoog National Park dækker størstedelen af øen Schiermonnikoog
- Texel klitter nationalpark ligger på den hollandske ø Texel og omfatter klitsystemer.

## Galleri
- Mudderfladerne Pilsumer Watt nær Greetsiel, Tyskland
- Mudderfladerne Greetsieler Nacken langs den vestlige side af Leyhörn nær Greetsiel.
- Sandbanker i Nationalpark Niedersächsisches Wattenmeer